# Girenspitz
Girenspitz är en bergstopp i Schweiz.   Den ligger i regionen Prättigau/Davos och kantonen Graubünden, i den östra delen av landet, 170 km öster om huvudstaden Bern. Toppen på Girenspitz är 2 394 meter över havet, eller 528 meter över den omgivande terrängen. Bredden vid basen är 5,8 km.
Terrängen runt Girenspitz är huvudsakligen bergig. Närmaste större samhälle är Igis, 15,8 km sydväst om Girenspitz. 
I omgivningarna runt Girenspitz växer i huvudsak blandskog. Runt Girenspitz är det ganska glesbefolkat, med 42 invånare per kvadratkilometer.